# Zpívat může každý
Zpívat může každý je česká televizní soutěž, premiérově vysílaná v roce 2019 na TV Barrandov.

## O pořadu
Moderátorem pořadu je Petr Novák z hudební kapely Maxim Turbulenc. Pořad je obdobou soutěže televize Nova DO-RE-MI. V každém díle vystupuje 6 různých amatérský zpěváků (případně skupin amatérských zpěváků), kteří zazpívají píseň. Následně je hodnotí 5 porotců z řad diváků. Šestým porotcem je speciální host, který se v každém díle mění a jeho hodnocení je neveřejné (neví se tedy, kolik bodů od něj soutěžící obdržel). Hodnocení se pohybuje na škále od 1 do 10 (1 = nejhorší, 10 = nejlepší). Soutěžící, který získá nejvíce bodů, se stává vítězem dílů, a vyhraje tak 10 000 Kč.
Pořad byl vysílán během roku 2019 v sobotu večer po 20.00 na TV Barrandov.